# Cyliane Howald
Cyliane Howald (* 8. Mai 1991) ist eine Schweizer Moderatorin sowie Schauspielerin und in Basel wohnhaft.

## Leben
Cyliane Howald wuchs in Basel und Paris auf und beendete ihre schulische Ausbildung mit der Berufsmatura. Danach absolvierte sie eine kaufmännische Ausbildung in einer Spedition. Anschliessend liess sich Howald in Köln (Internationale Ausbildung für Filmschauspiel) zur staatlich anerkannten Schauspielerin ausbilden.

## Moderatorin
Die dreisprachige Moderatorin Cyliane Howald geht auf der Bühne offen, neugierig und herzlich auf die Menschen und das Publikum zu. Mit diesen Eigenschaften ist sie wöchentlich für Interviews und Reportagen unterwegs sowie als Nachrichten-Moderatorin im TV-Studio von TeleBasel. Nebst der Präsenz im Fernsehen, moderiert Cyliane Howald regelmässig öffentliche Veranstaltungen, Fachveranstaltungen und Kundenanlässe. Sie macht dies sowohl auf Deutsch als auch auf Englisch und in ihrer zweiten Muttersprache Französisch.

## Bühnendarstellerin
2022 war Cyliane Howald als Theaterschauspielerin in der Produktion «Pfyfferli» sowie in «Das tapfere Schneiderlein» im Theater Fauteuil und Tabourettli Basel engagiert, 2023 folgten Haupt- und Nebenrollen in den Produktionen «HD-Soldat Läppli», «Pippi Langstrumpf» sowie in der Theaterproduktion «Das perfekte Geheimnis». Im Jahr 2024 wird Cyliane Howald erneut als Theaterschauspielerin für die Vorfasnachtsveranstaltung «E Bsuech im Fasnachtshuus» auf der Bühne stehen.

## Schauspielerin
Nach der 3-jährigen Ausbildung an der internationalen Akademie für Filmschauspiel in Köln folgten diverse Engagements für Filmproduktionen (u. a. 2022 RTL «Alarm für Cobra 11», 2019 «Unter Uns», «Einstein» 2018). Zudem war sie das Gesicht für Werbekampagne und Sprechstimme für namhafte Kampagnen (u. a. 2021 «Warteck Invest», 2021 «Lidl», 2018 «Dekra»).

## Regisseurin
2023 war Cyliane Howald Regisseurin des kulturellen Fasnachts-Highlights «Ein Besuch im Fasnachtshaus», das in der Basler Safran-Zunft am 9. Februar 2023 Premiere feierte. Diese Vorfasnachtsveranstaltung ist wie die erste Kääswaje am Morgestraich, wie das Destillat eines Waggis’ am Fasnachtszyschtig und wie die freundschaftliche Umarmung nach dem letzten Trommelstreich.